# Бањалучки дани музике и пива
Бањалучки дани музике и пива је музички фестивал у Републици Српској који има за циљ популаризацију музичке умјетности, и то рок и поп музике, као и промоцију пива, а одржава се у Бањалуци сваке године током мјесеца јула.

## Историјат
Бањалучки дани музике и пива је најпосјећенији фестивал овакве врсте на просторима Републике Српске и Босне и Херцеговине. Основан је 2013. године кад је по први пут организован од стране "Квин естраде" (Queen estrada) и већ четвру годуну успјешно се реализују, а одржава се у тврђави Кастел. Основни концепт овог фестивала је у суштини добра забава и промоција добре пјесме бендова и извођача коју су обиљежиле епоху југословенке музике, као и промоција младих нада када је у питању рок музика.
Ове године се одржава четрвти по реду фестивал како га неки називају фестивал добре вибрације и звука у периоду од 29. јуна до 2. јула. На претодна три организована фестивала до сада су натупали имена највећих бендова и извођача из бивше Југославије. Такав је случај и са овогодишњим фестом мизике и пива. На програму су групе : Галија, Бијело дугме реал трибуре банд, Дивље јагоде, Рибља чорба, Генерација 5, Хладно пиво, Освајачи и многи други извођачи.
Иако је недавно однован фестивал на основу посјећености може се рећи да је у питању до сада препознатљив фестивал на овим просторима који ће се сигурно одржавати и у будућности. Такође, овај фестивал обогаћује културу на овим просторима и чини препознатљиво ово подневље.